# توماس میکال فورد
'توماس میکال فورد (به انگلیسی: Thomas Mikal Ford) (زاده ۱۵ ژوئن ۱۹۶۲) بازیگر آمریکایی است.
از فیلم‌های معروف او می‌توان به بازی در از میان مسیرها اشاره کرد.